# Chamaver

Das römische Gallien und rechtsrheinische Germanien um das Jahr 70 n. Chr.

Die Chamaver (auch Chamaven, lateinisch: Chamavi, griechisch: οἱ Καμαυοί) waren ein westgermanischer Stamm, der schließlich in den Franken aufging.
Ursprünglich scheinen sie nördlich der Lippe im rechtsrheinischen Raum gesiedelt zu haben, doch verlagerte sich ihr Stammsitz im 1. Jahrhundert v. Chr. offenbar. Ihr neues Siedlungsgebiet am Niederrhein, in dem einst die Brukterer gesiedelt hatten, grenzte Tacitus zufolge im 1. Jahrhundert n. Chr. an die germanischen Stämme der Angrivarier und Dulgubnier.
In spätantiken Quellen tauchen die Chamaver dann wieder auf. Die römischen Kaiser Constantius I. und Konstantin schlugen die Chamaver, die Mitte des 4. Jahrhunderts nach Westen auf römisches Territorium vorstießen. Sie wurden anschließend von Julian geschlagen und schlossen Frieden. Ende des 4. Jahrhunderts flammten die Kämpfe aber wieder auf, nachdem fränkische Stämme die Römer überfallen hatten. Darüber berichtet der Geschichtsschreiber Sulpicius Alexander in einem heute verlorenen Geschichtswerk, dessen Schilderungen aber von Gregor von Tours im 6. Jahrhundert verarbeitet wurden. 392 kam es demnach zu einer römischen Strafexpedition unter dem Kommando Arbogasts, der selbst Franke war, aber als römischer magister militum fungierte. Die Römer verwüsteten dabei das Gebiet der Chamaver.
In den spätantiken Quellen wurden die Chamaver neben ihrer Eigenbezeichnung auch als Franken bezeichnet. Sie scheinen aber eine gewisse Eigenidentität bewahrt zu haben, bevor sie in späteren Quellen, so bei Gregor von Tours, allgemein zu den Franken gerechnet wurden. Im Frühmittelalter lebte ihr Name in der Bezeichnung Hamaland in der Region um Deventer fort.
Eine auf das Recht eines fränkischen Stammes bezogene Rechtsaufzeichnung aus der Karolingerzeit ist seit Mitte des 19. Jahrhunderts als Lex Francorum Chamavorum bekannt. Datiert wird sie auf 802/803 und umfasst, den fränkischen Vorbildern der leges Ripuaria und Salica folgend, unter anderem Straf- und Sanktionsrecht zum Zwecke der Einführung in der Region Hamaland. Der Name Chamaver wird in dem Text, der auch bekannt ist als Ewa (oder Euua) ad Amorem, selbst jedoch nicht erwähnt. Veranlasst wurde sie von Karl dem Großen.